# Język satawal
Język satawal – zagrożony wymarciem język trukański należący do języków mikronezyjskich, używany przez mieszkańców wyspy Satawal w archipelagu Karolinów w mikronezyjskim stanie Yap.